# Physaria arctica
Physaria arctica er en flerårig blomstrende urt i korsblomstfamilien (Brassicaceae) gule blomster, som på dansk hedder Arktisk Kugleskulpe. Arktisk Kugleskulpe findes ikke i Danmark.

## Beskrivelse
Planterne er 6-12 cm høj med en kort pælerod og træagtig stængelbund. Basalblade er 2–6 cm og arrangeret i overvejende i en roset  og er ovale til lancetformede, mens kaulineblade er siddende eller med kort bladstilke, er ovaleformede eller lingulerede og 0,5-1,5 cm.  Blomsterstandene er løse klaser (racemose) med opadbøjede eller oprejst blomsterstilke, som er 5-20 mm. Der er 3-8 radialt symmetriske blomster pr. blomsterstand, og kronbladene er spaulerede, 5-6 mm, med blade, der gradvist indsnævres til kloen.
I blandt andet Grønlands Flora og Flora of the Canadian Arctic Archipelago findes arten med det latinske slægtsnavn Lesquerella, men efter grundige undersøgelser, både morfologiske og genetiske blev Lesquerella-slægten forenet med Physaria-slægten i 2002.

## Habitat og udbredelse
Arktisk Kugleskulpe vokser i sand og grus på kalkholdigt grundfjeld, flodstænger og terrasser, klippeafsatser, skråninger og talusskråninger.
Arktisk Kugleskulpe er vidt udbredt udbredt på den nordlige halvkugle og næsten circumarktisk i sin udbredelse, men mangler i nordeuropa og nordøstlige Rusland.
Arktisk Kugleskulpe er ikke vurderet på hverken den danske eller IUCNs rødliste, men vurderet som